# 1887 en Lorraine
Chronologie de la Lorraine
- 1883
- 1884
- 1885
- 1886
- 1887
- 1888
- 1889
- 1890
- 1891

Cette page est une liste d'événements qui se sont produits durant l'année 1887 en Lorraine.

## Événements

Logo du Souvenir francais.

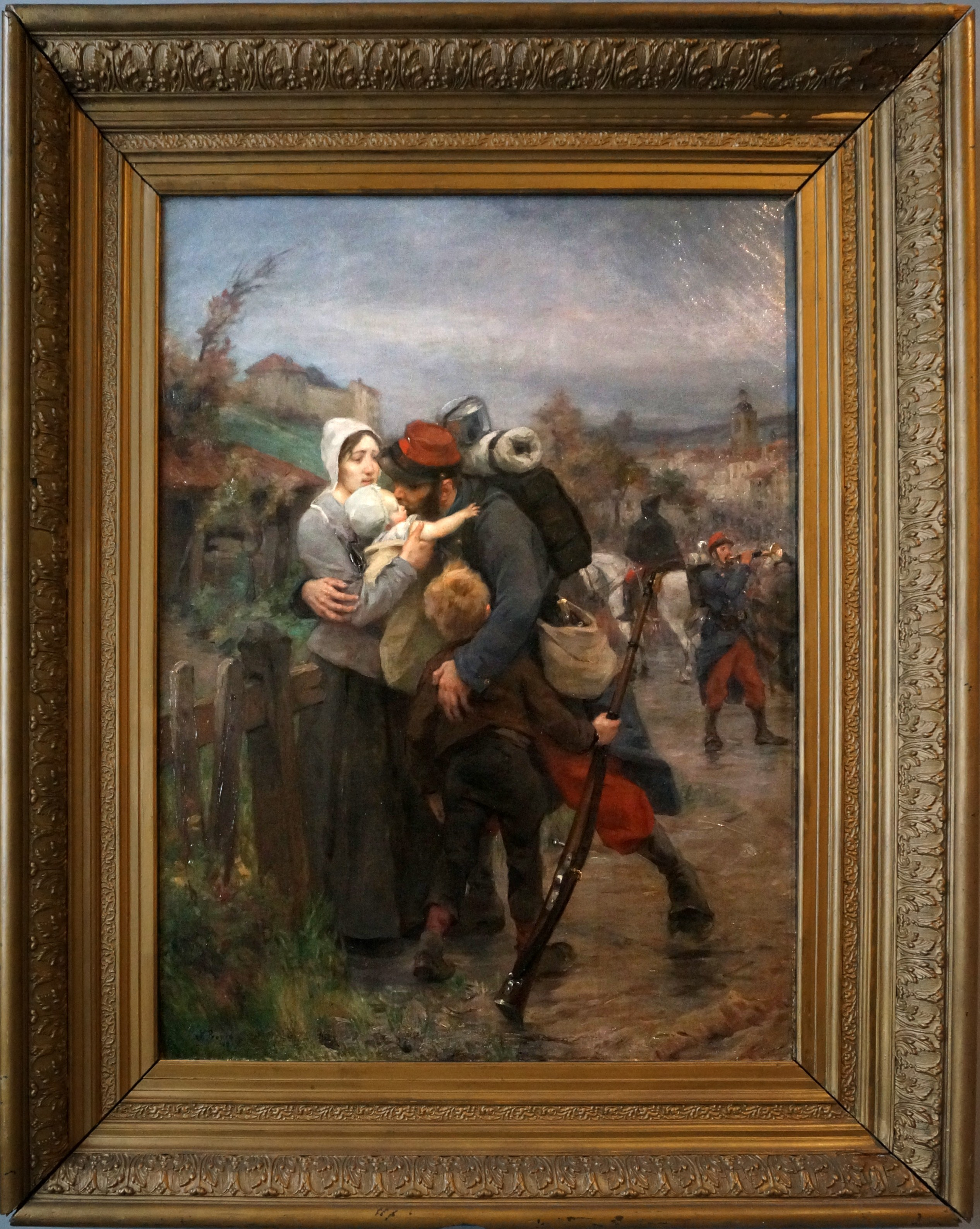
Les adieux d'un réserviste d'un soldat du 26e RI. Tableau de Victor Prouvé daté de 1887.

- Création du Souvenir français, association patriotique française, créée en mémoire des combattants tombés pour la France[1].
- Fondation de la "Grande Brasserie & Malterie Vosgienne"[2] à Ville-sur-Illon dans le département des Vosges. Son architecture est typique de l'Art nouveau.
- Fondation des Annales de l'Est[3], revue d'histoire française créée par la Faculté des lettres de Nancy. Désormais portée par l'Association des historiens de l'Est, elle publie des articles scientifiques portant principalement sur l'histoire (antique, médiévale, moderne et contemporaine) de l'Est de la France, et notamment la Lorraine, mais aussi sur celle de la Grande Région.
- Création de l'  Association d'historiens de l'Est à Nancy[4].
- Création de l'institut chimique de Nancy par Albin Haller.
- Reformation du 156e régiment d'infanterie, à Toul.
- La Société des Hauts Fourneaux, Forges et Aciéries de Pompey s'illustre par une commande exceptionnelle :  la fourniture de plus de 8 000 tonnes de fer puddlé afin d'ériger à Paris la tour d'acier que l'entrepreneur Gustave Eiffel souhaite montrer à la prochaine exposition universelle[5].
- L'hôtel Lang est construit par l'architecte Charles-Désiré Bourgon pour le filateur Raphaël Lang[6]
- Le 8e régiment d'artillerie de campagne est stationné à Nancy jusqu'en 1914.
- Des agents allemands enlèvent un commissaire de police à Pagny-sur-Moselle, Mr Schnoebelé, l'incident est considéré en France comme un Casus belli[7]

- 21 février : élection dans les territoires annexés de 15 députés protestataires au Reichstag[8].
- Mars : durcissement de la germanisation des territoires occupés : des personnes sont explusées, des journaux supprimés, un passeport est nécessaire pour franchir la frontière[5].
- 20 avril : Guillaume Schnæbelé, commissaire de police français résidant à Pagny-sur-Moselle, invité sous un prétexte futile à rencontrer son collègue allemand d’Ars-sur-Moselle, est arrêté par des policiers allemands à proximité de la frontière, sur la route reliant Arnaville à Novéant-sur-Moselle, et accusé d’espionnage. Il est libéré le 30 avril sur décision du chancelier Bismarck[5].
- Mai : une tornade de classe EF2, soit des vents entre 175 et 220 km/h, fait des dégâts significatifs à Bréhéville dans la Meuse[9].
- 1er octobre, jusqu'en 1914 : le 26e régiment d'infanterie prend garnison à Nancy. Il fait partie de la 11e division d'infanterie, dite Division de fer, composée des 26e, 37e, 69e et 79e RI, chargée de garder la frontière situé à l'est de la France.

## Naissances

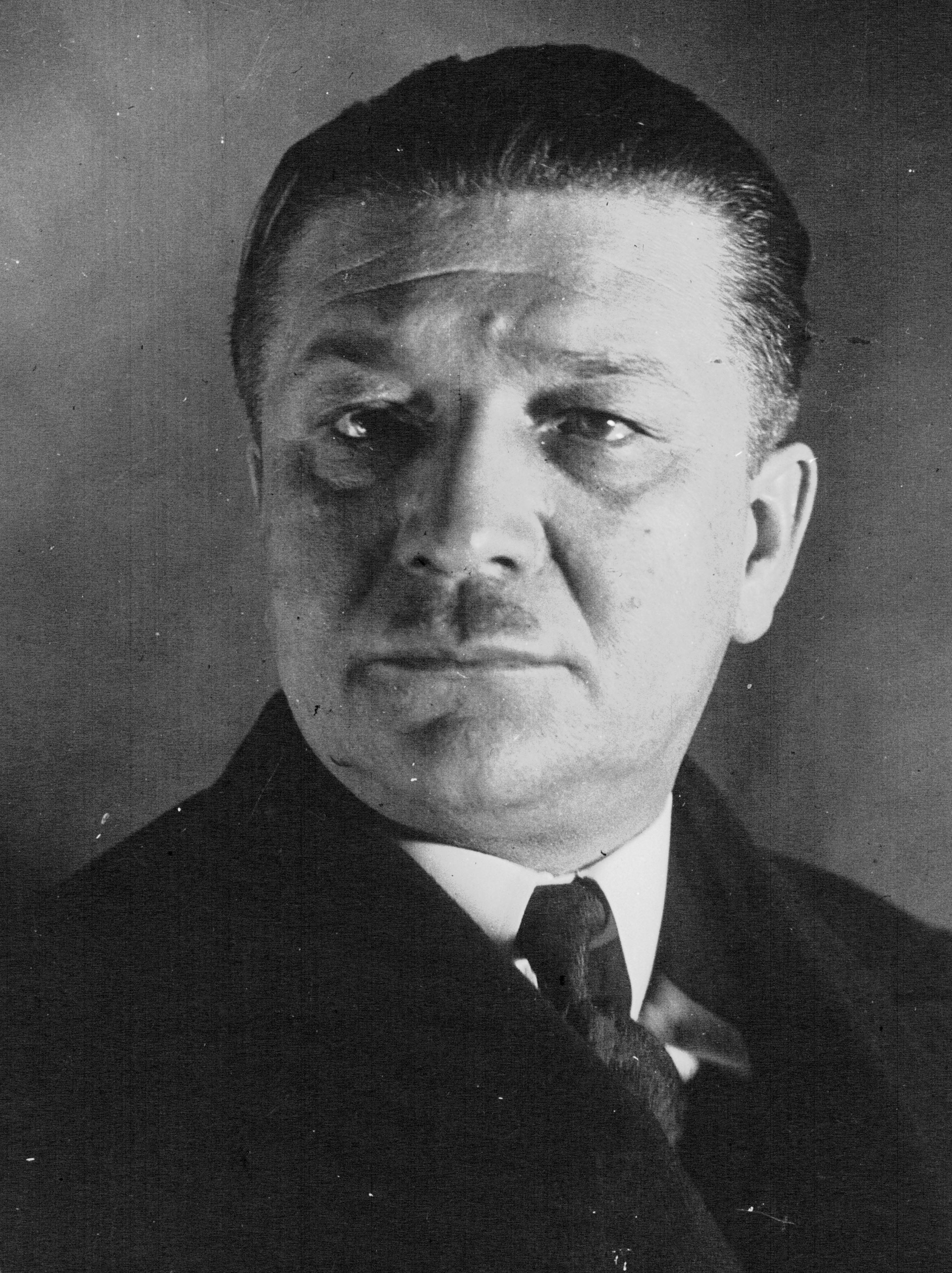
Louis Guillon

- à Nancy : Paul Rémy est un artiste-peintre français mort à Nancy en 1981.
- 13 janvier à Metz : Ernst Terres (décédé le 1er juillet 1958 à Munich), scientifique allemand[10]. Chercheur dans le secteur minier et pétrolier, il a publié de nombreux travaux dans ce domaine.
- 28 février à Châtel-sur-Moselle : Charles Henrion, des Petits Frères de Jésus, mort le 2 septembre 1969 à Villecroze[11], religieux catholique français et disciple du père Charles de Foucauld.
- 20 mars à Metz : Walther Kittel (décédé en 1971) est un Generalstabsarzt allemand de la Seconde Guerre mondiale. Après-guerre, il fut membre du Conseil scientifique aux affaires sanitaires du ministère allemand de la défense, de 1963 à 1967.
- 21 mars à Nancy : Léon Daum, mort à Paris le 28 mai 1966, est le fils d'Auguste Daum et le gendre d'Henri Poincaré[12]. Membre fondateur de la Communauté européenne du charbon et de l'acier, il a dirigé et administré de nombreuses sociétés métallurgiques.
- 31 mars à Charmois-l'Orgueilleux (Vosges) : Jean Leroy, mort le 10 août 1978 à Golbey (Vosges), homme politique français. Il fut député du département des Vosges de 1936 à 1942[13].
- 25 avril à Metz : Ludwig Herthel[14] (décédé en 1965) est un artiste peintre allemand, actif dans la première moitié du XXe siècle.
- 1 juillet à Nancy : Jean Lefèvre, mort le 8 février 1973, ingénieur agronome et homme politique français.
- 4 juillet à Mirecourt : Pierre de Rozières est un écrivain et officier français, mort au front près de Souchez le 1er octobre 1915, à l'âge de 28 ans.
- 11 juillet à Nancy : Blanche Vogt, morte le 11 avril 1967 à Paris 14e[15], journaliste et écrivaine française.
- 15 août à Custines : Jean Rouppert, mort le 25 août 1979 à Bussières, dessinateur, peintre et sculpteur français.
- 25 août à Épinal : Louis Guillon, décédé le 27 novembre 1947 à Paris, homme politique français.
- 18 septembre à Nancy : Sébastien Laurent, mort à Draveil le 7 avril 1973[16], peintre et sculpteur français.
- 19 septembre à Nancy : Rosita Marstini est une actrice américaine d'origine française, morte le 24 avril 1948 à Los Angeles (Californie).
- 21 septembre à Sarrebourg : Émile Peter, homme politique français, décédé le 1er février 1974 à Sarrebourg, en Moselle.

## Décès

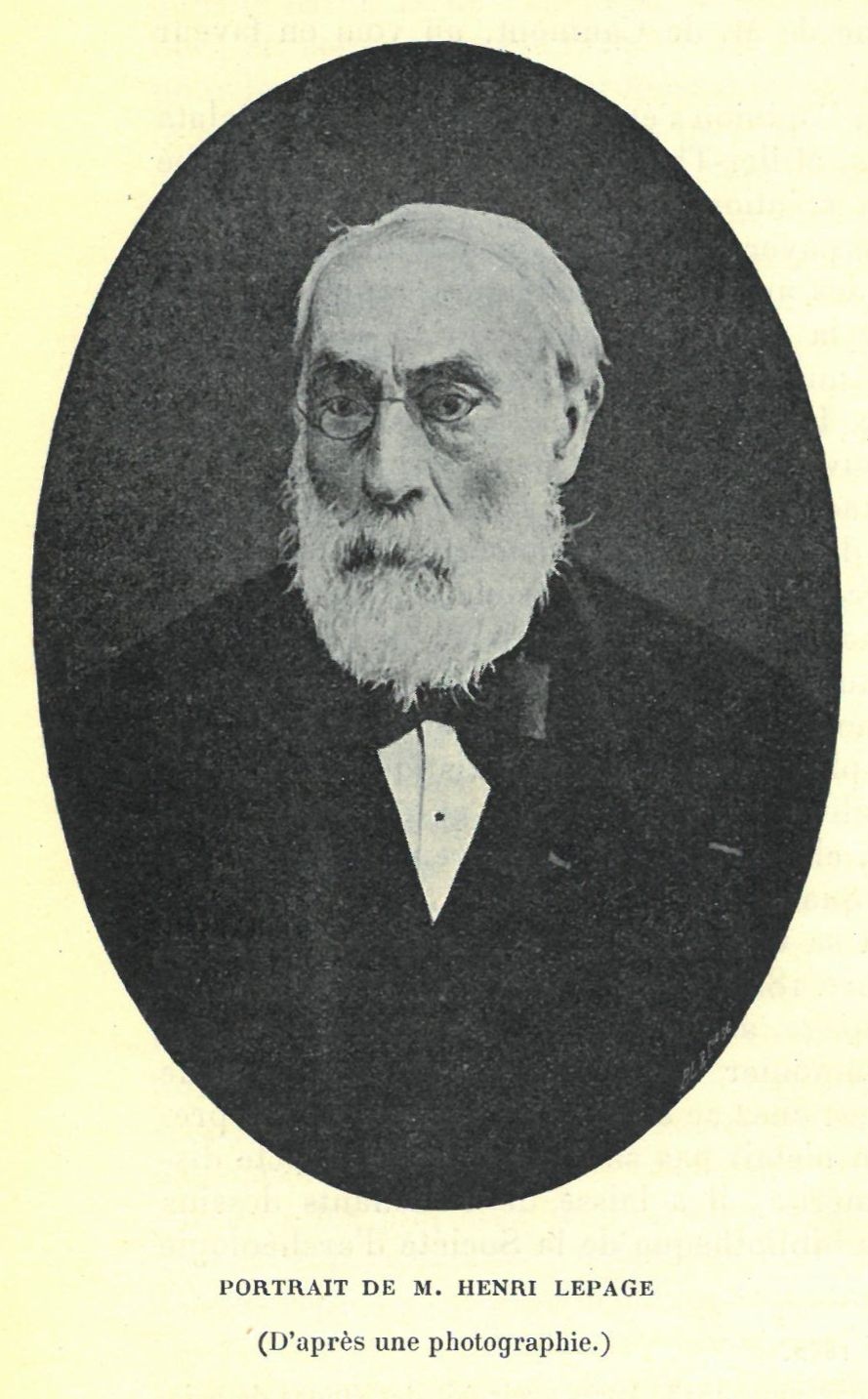
Henri Lepage

- Adrien Dembour (1799-1887), auteur et imprimeur français[17] né à Metz et décédé à Vittonville.
- 17 janvier à Bar-le-Duc : Laurent-Charles Maréchal (1801-1887)  – dit Maréchal de Metz[18], dessinateur, pastelliste et peintre verrier français du XIXe siècle. Il est connu pour ses vitraux peints. Mais il est surtout considéré comme le chef de file du mouvement pictural que Baudelaire avait qualifié d’École de Metz, au Salon de 1845.
- 12 mars à Nancy : Joseph Trouillet, né le 24 septembre 1809, à Lixheim (en Meurthe jusqu'en 1871, aujourd'hui en Moselle), homme d’Église et un bâtisseur éminent de l'ancien département de la Meurthe.
- 9 avril
  - à Neufchâteau (Vosges) : Jules Aymé de la Herlière est un homme politique français né le 14 juin 1806 à Médonville (Vosges).
  - à Nancy : François-Joseph-Aimé Georges de Lemud dit Aimé de Lemud, né le 19 septembre 1816 à Thionville [19], peintre, graveur, lithographe et statuaire français.
- 10 juin à Nancy : Léon Voirin, Artiste peintre français, né le 19 octobre 1833 à Nancy.
- 21 juillet à Lisle-en-Barrois (Meuse) : Claude Millon, homme politique français né le 13 octobre 1828 à Bar-le-Duc (Meuse).
- 27 décembre à Nancy : Henri Lepage (né à Amiens le 2 septembre 1814), historien français spécialisé dans l'histoire de la Lorraine.